# Хенчжоу
Хенчжоу (кит. спр. 横州市, піньїнь: Héngzhōu Shì) — місто-повіт в Гуансі-Чжуанському автономному районі, складова міста Наньнін.

## Географія
Хенчжоу розташовується на сході префектури, лежить на річці Сіцзян.

### Клімат
Місто знаходиться у зоні, котра характеризується вологим субтропічним кліматом. Найтепліший місяць — липень із середньою температурою 28,4 °C. Найхолодніший місяць — січень, із середньою температурою 12,3 °С.
| Клімат Хенчжоу          | Клімат Хенчжоу | Клімат Хенчжоу | Клімат Хенчжоу | Клімат Хенчжоу | Клімат Хенчжоу | Клімат Хенчжоу | Клімат Хенчжоу | Клімат Хенчжоу | Клімат Хенчжоу | Клімат Хенчжоу | Клімат Хенчжоу | Клімат Хенчжоу | Клімат Хенчжоу |
| Показник                | Січ.           | Лют.           | Бер.           | Квіт.          | Трав.          | Черв.          | Лип.           | Серп.          | Вер.           | Жовт.          | Лист.          | Груд.          | Рік            |
| Середній максимум, °C   | 16,6           | 17,7           | 20,7           | 26,1           | 30,0           | 31,9           | 32,8           | 32,9           | 31,4           | 28,5           | 24,0           | 19,5           | 26             |
| Середня температура, °C | 12,3           | 14,0           | 17,0           | 22,2           | 25,7           | 27,7           | 28,4           | 28,2           | 26,7           | 23,4           | 18,7           | 14,3           | 21,6           |
| Середній мінімум, °C    | 9,5            | 11,3           | 14,4           | 19,3           | 22,5           | 24,7           | 25,3           | 25,1           | 23,3           | 19,8           | 15,0           | 10,7           | 18,4           |
| Норма опадів, мм        | 49.1           | 59.9           | 76.4           | 107.2          | 193.7          | 247.1          | 260.1          | 205.3          | 131.3          | 57.5           | 53.0           | 26.6           | 1467.2         |
| Вологість повітря, %    | 76             | 81             | 83             | 82             | 81             | 83             | 82             | 82             | 79             | 75             | 72             | 70             | 78.8           |
| ----------------------- | -------------- | -------------- | -------------- | -------------- | -------------- | -------------- | -------------- | -------------- | -------------- | -------------- | -------------- | -------------- | -------------- |
| Джерело: data.cma.cn    |                |                |                |                |                |                |                |                |                |                |                |                |                |